# Xamiatus kia
Xamiatus kia là một loài nhện trong họ Nemesiidae.
Xamiatus kia được miêu tả năm 1981 bởi Raven.